# Antonio Macchi
Antonio Macchi (Toni); potpisivao se i kao A. Macchiq (Rovinj, 6. travnja 1897. – Rovinj 1981.). Slikar samouk. 

## Životopis
Po svršetku osmogodišnjeg školovanja, nastavljajući obiteljsku tradiciju, bavio se soboslikarskim poslovima. Istovremeno, tijekom 5 godina pohađa i večernje i nedjeljne tečajeve naukovanja u likovnim vještinama. U tom se razdoblju, pod vodstvom ing. Clementea Colpija (Clemente Colpi) prvi put upoznaje s elementima crtanja i slikanja. Drugi njegov učitelj bio je Giuseppe Bina, onodobni scenarist rovinjskoga kazališta, koji mu u tim mladenačkim godinama daje vrijedne i poticajne savjete. 

Kao austrougarski vojnik Macchi je obolio od trahoma i bio prebačen na liječenje u Motol (Prag) gdje 2. prosinca 1917. slika svoj iznimno sugestivni gvaš “Zimmer trachomista lager”. 
Od 1924. do 1932. boravi na Kubi. Tamo raskošnim ornamentima ukrašava vitraže Kaptola i rodilišta u Havani, no istovremeno slika i freske po crkvama i obiteljskim kućama. Po povratku u svoj rodni grad, 1932., često je pozivan da resturira stare freske ili da freskama oslikava istarske crkve. Tako, među ostalima, 1941. dekorira crkvu Sv. Franje u Rovinju, a 1946., po uputama svećenika Francesca da Pirana, u prezbiterijalnom dijelu župne crkve Sv. Martina u Vrsaru oslikava dva luka s religioznim motivima: na prvom su prizori iz života sv. Martina i sv. Foške, a površine drugog ispunjene su bogatim florealnim motivima, anđelima i janjadi.
U povodu ponovnog otvorenja Zavičajnog muzeja grada Rovinja 1962. Antonio Macchi priređuje svoju prvu, a 1963., u istoj galeriji, i svoju drugu samostalnu izložbu. Redovito je sudjelovao na zajedničkim izložbama autora talijanskog kulturnog kruga u Istri i tadašnjega Radničkog likovnog stvaralaštva grada Rovinja.  
Macchijeva djela bila su više puta objavljivana kao ilustracije naslovnih stranica informativnog lista talijanske nacionalne manjine iz Rovinja “Sottolatina” (1970. – 1974.). U rovinjskom kulturološkom kalendaru “Rovinj/Rovigno 2001 (Vrhom kista/ In punta di pennello)”, u reprezentativnom izboru autora koji su slikali rovinjske motive, uvršten je uljem na platnu “Piazza sul Lago” / “Trg na Lokvi”, (1961.).